# Version 3.0 (album)
Albums de Marie-Mai
Dangereuse attraction
(2007) Miroir
(2012)
Singles
1. C'est moi
Sortie : 17 novembre 2009
2. Déjà loin
Sortie : 8 janvier 2010
3. Comme avant
Sortie : 2 février 2011
4. J'attendrai mon tour
Sortie : 19 décembre 2011

Version 3.0 est le troisième album studio de l'auteure-compositrice-interprète Marie-Mai, qui est sorti le 22 septembre 2009,.

## Liste des titres
Toutes les chansons sont écrites et composées par Marie-Mai.
| No  | Titre                  | Durée |
| --- | ---------------------- | ----- |
| 1.  | Déjà loin              | 3:31  |
| 2.  | J'attendrai mon tour   | 3:25  |
| 3.  | C'est moi              | 3:27  |
| 4.  | Garde tes larmes       | 3:15  |
| 5.  | Secrets                | 3:43  |
| 6.  | Tout                   | 3:17  |
| 7.  | Pour une fois          | 3:36  |
| 8.  | Comme avant            | 3:32  |
| 9.  | Plaisirs amers         | 3:20  |
| 10. | Rebâtir notre histoire | 3:36  |
| 11. | Tu l'emportes sur moi  | 3:18  |
| 12. | Do you                 | 3:34  |

## Certification
| Pays   | Association  | Certification | Ventes/Équivalence |
| ------ | ------------ | ------------- | ------------------ |
| Canada | Music Canada | platine       | 80 000             |